# Polietina steini
Polietina steini är en tvåvingeart som först beskrevs av Günther Enderlein 1927.  Polietina steini ingår i släktet Polietina och familjen husflugor. Inga underarter finns listade i Catalogue of Life.